# تپه ارکان
تپه ارکان در شهرستان قزوین، روستای عبدل آباد واقع شده و این اثر در تاریخ ۲۵ خرداد ۱۳۸۱ با شمارهٔ ثبت ۵۷۱۵ به‌عنوان یکی از آثار ملی ایران به ثبت رسیده است.